# Le Justicier de la Sierra
Pour plus de détails, voir Fiche technique et Distribution.
Le Justicier de la Sierra (titre original : Panhandle) est un film américain réalisé par Lesley Selander, sorti en 1948.

## Synopsis
Depuis qu'il a raccroché ses armes de pistolero, John Sands se consacre à la gestion d'un petit commerce dans un village proche du Mexique. Lorsqu'il fait la connaissance de Jean « Dusty » Stewart, il apprend par celle-ci que son frère a été froidement abattu par un groupe de cow-boys à la solde de Matt Garson, dans la ville de Centennial. Propriétaire du saloon de la ville, Garson contrôle une grande partie de la région et y fait appliquer sa propre loi. Sands décide alors de ressortir son artillerie et de mener l'enquête sur place...

## Fiche technique
- Titre original : Panhandle
- Réalisation : Lesley Selander
- Scénario : John C. Champion et Blake Edwards
- Directeur de la photographie : Harry Neumann
- Montage : Richard V. Heermance
- Musique : Rex Dunn
- Costumes : Lorraine MacLean
- Production : John C. Champion et Blake Edwards
- Format : Noir et blanc (Sepiatone)  -  1,37:1 - 35 mm - Son mono (Western Electric Recording)
- Genre : Western
- Pays de production : États-Unis
- Durée : 85 minutes
- Dates de sortie :
  - États-Unis : 22 février 1948
  - Royaume-Uni : 1er novembre 1948

## Distribution
- Rod Cameron (VF : Claude Péran) : John Sands
- Cathy Downs : Jean (VF : Blanche) « Dusty » Stewart
- Anne Gwynne : June (VF : Jeanne) O'Carroll
- Reed Hadley (VF : Marc Valbel) : Matt Garson
- Blake Edwards (VF : Serge Lhorca) : Floyd Schofield
- Jeff York (en) (VF : Raymond Destac) : Jack
- Dick Crockett (en) (VF : Ulric Guttinger) : Elliott Crockett
- Rory Mallinson (VF : Lucien Blondeau) : Jim, le shérif
- Charles Judels (VF : Alfred Argus) : Botticelli, le barbier
- Alex Gerry (VF : Raymond Rognoni) : Raven McBride
- Francis McDonald (VF : Georges Chamarat) : Crump
- J. Farrell MacDonald (VF : Alfred Argus) : Doc Cooper
- Henry Hall (VF : Henry Valbel) : Wells
- Stanley Andrews (VF : Jacques Berlioz) : Tyler
- James Harrison : Harland
- Charles La Torre (VF : Jean-Henri Chambois) : Juan